# Trípoli (Grécia)
Trípoli (em grego Τρίπολη) é uma cidade da Grécia e capital da região do Peloponeso e da unidade regional da Arcádia.